# Перелік модифікацій тіла
Ця сторінка містить перелік модифікацій тіла.

## Явні орнаменти
- Пірсинг — постійне розміщення прикраси через штучний свищ ; іноді додатково змінюється розтягуванням
- Пірсинг вух — найпоширеніший вид модифікації тіла
- Перли — також відомий як генітальне бісерне вишивання
- Кільце на шию — надягають кілька кілець на шию або спіралей, щоб створити ефект розтягування шиї (насправді опускаючи ключиці)[1]
- Татуювання — введення пігменту під шкіру
- Почорніння зубів[2]
- Татуаж очей — введення пігменту в склеру
- Екстраокулярний імплантат (прикраса очного яблука) — імплантація прикраси в зовнішню оболонку ока.
- Поверхневий пірсинг — пірсинг, при якому вхідний і вихідний отвори проколюють одну і ту саму плоску ділянку шкіри.
- Мікродермальні імплантати[3][4]
- Трансдермальний імплантат — імплантація об'єкта нижче дерми, але який виходить зі шкіри в одній або кількох точках

## Підшкірні імпланти
- Субдермальні імплантати — імплантація об'єкта, який повністю знаходиться під дермою, включаючи рогові імплантати[5]

## Видалення або розділення
- Стрижка волосся
- Видалення волосся
- Зміни геніталій і каліцтва :
  - Жіночі статеві органи
  - Зменшення кліторального капюшона — видалення кліторального капюшона
  - Кліторидектомія — видалення клітора
  - Інфібуляція — видалення зовнішніх статевих органів (і ушивання вульви)
  - Лабіопластика — зміна (видалення, зменшення, збільшення або створення) статевих губ
  - Обрізання — часткове або повне видалення крайньої плоті, іноді також вуздечки
  - Реставрація крайньої плоті — методи спроби відновлення крайньої плоті
  - Маскуляція — повне видалення чоловічих статевих органів (орхіектомія плюс пенектомія)
  - Генітальна френектомія[6]
  - Меатотомія — розшарування нижньої сторони головки статевого члена
  - Орхіектомія — видалення яєчок
  - Пенектомія — видалення статевого члена
  - Субінцизія — розщеплення нижньої частини статевого члена, також називається уретротомією
- Видалення сосків[7]
- розщеплення соска[8]
- Нуліфікація — добровільне видалення частин тіла. Частини тіла, які зазвичай видаляють ті, хто займається анулюванням тіла, включають пеніс, яєчка, клітор, статеві губи та соски . Іноді людям, які бажають анулювання, можуть поставити діагноз гендерна дисфорія, розлад ідентичності цілісності тіла або апотемнофілія .[9]
- Лінгвальна френектомія[10] — це розширення зовнішнього фізичного виступу язика.
- Розщеплення язика — розділ язика навпіл, схожий на зміїний

## Застосування тривалої сили
Деякі зміни тіла є результатом тривалої діяльності або практик, пов'язаних із застосуванням сили (як-от звуження), до частини тіла.
- Шнурівка — скріплення талії та формування тулуба
- Краніальне зв'язування — модифікація форми голови немовлят, зараз вкрай рідкісне явище
- Прасування грудей — натискання (іноді нагрітим предметом) на груди статевозрілої жінки, щоб запобігти їх росту.
- Foot binding — компресія стоп дівчат для їх модифікації з естетичних міркувань
- Грудні імпланти[11]
- Jelqing — збільшення пеніса за допомогою фізичних вправ за допомогою доїльних рухів для збільшення обхвату переважно протягом двох-трьох місяців; не використовуються обважнювачі чи розпірні пристрої
- Безопераційне подовження органів шляхом тривалого розтягування за допомогою обважнювачів або розпірних пристроїв. Деякі культурні традиції вимагають або заохочують представників однієї статі (або обох) розтягувати один орган, доки не відбудеться остаточна зміна розмірів, наприклад:
  - Витягнуті шиї (іноді також інші органи) у жінок бірманського племені каян, як у жирафа, є результатом носіння латунних котушок навколо них. Це стискає ключицю та верхні ребра, але не є небезпечним для медицини. Це міф, що зняття кілець призведе до того, що шия «провисне»; Жінки Padaung регулярно знімають їх для чищення тощо.
  - Розтягнутий пірсинг губи — досягається вставленням все більших пластин, таких як зроблені з глини, які використовували деякі амазонські племена.
  - Розтягування або потягування статевих губ для посилення сексуального задоволення шляхом стимуляції, зокрема досягнення оргазму, який бризкає, численні оргазми, які часто зливаються разом після кульмінації.
  - Відновлення або розтягування крайньої плоті для збільшення її фізичного розміру, зменшення чутливості крайньої плоті, переміщення крайньої плоті далі вниз по головці для підвищення чутливості та покращення її зовнішнього вигляду.

## Інші
- Таврування людини — контрольоване спалювання або припікання тканини для сприяння навмисному утворенню рубців
- Формування вух[12] (що включає купірування,[13] загострення вух або «ельфінг»)[14]
- Скарифікація — розрізання або видалення дерми з метою сприяння навмисному утворенню рубців або келоїдів.
- Загострення людських зубів[15] — зазвичай використовується для вигляду якоїсь тварини.
- Yaeba — навмисне неправильне розташування або накривання зубів для надання викривленого вигляду. Популярний в Японії.
- Видалення зубів або вибивання зубів — акт навмисного вибивання зубів, часто як обряд або для задоволення естетичного ідеалу. Зазвичай практикувалося серед австралійських аборигенів[16] і корінних жителів Гавайських островів[17] до 20 століття та спостерігалося в археологічних комплексах по всьому світу.

## Галерея

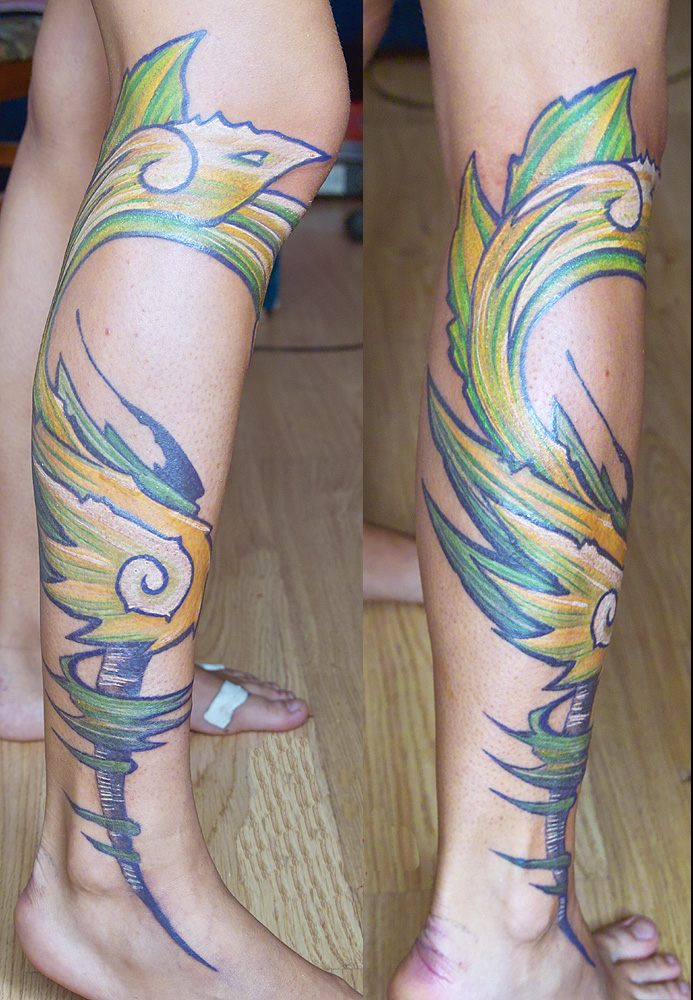
Tattooed ankles
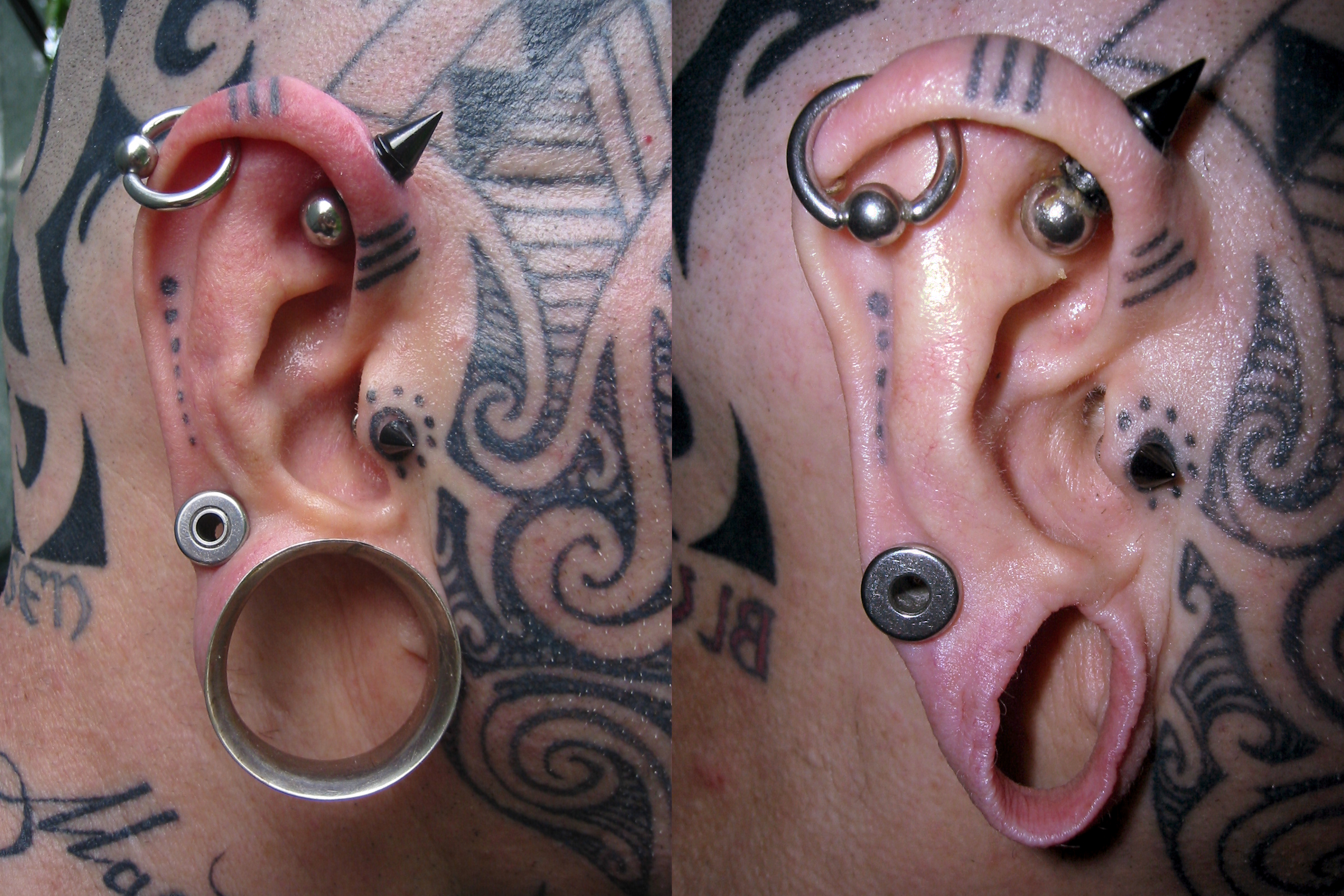
Ear piercing and stretching
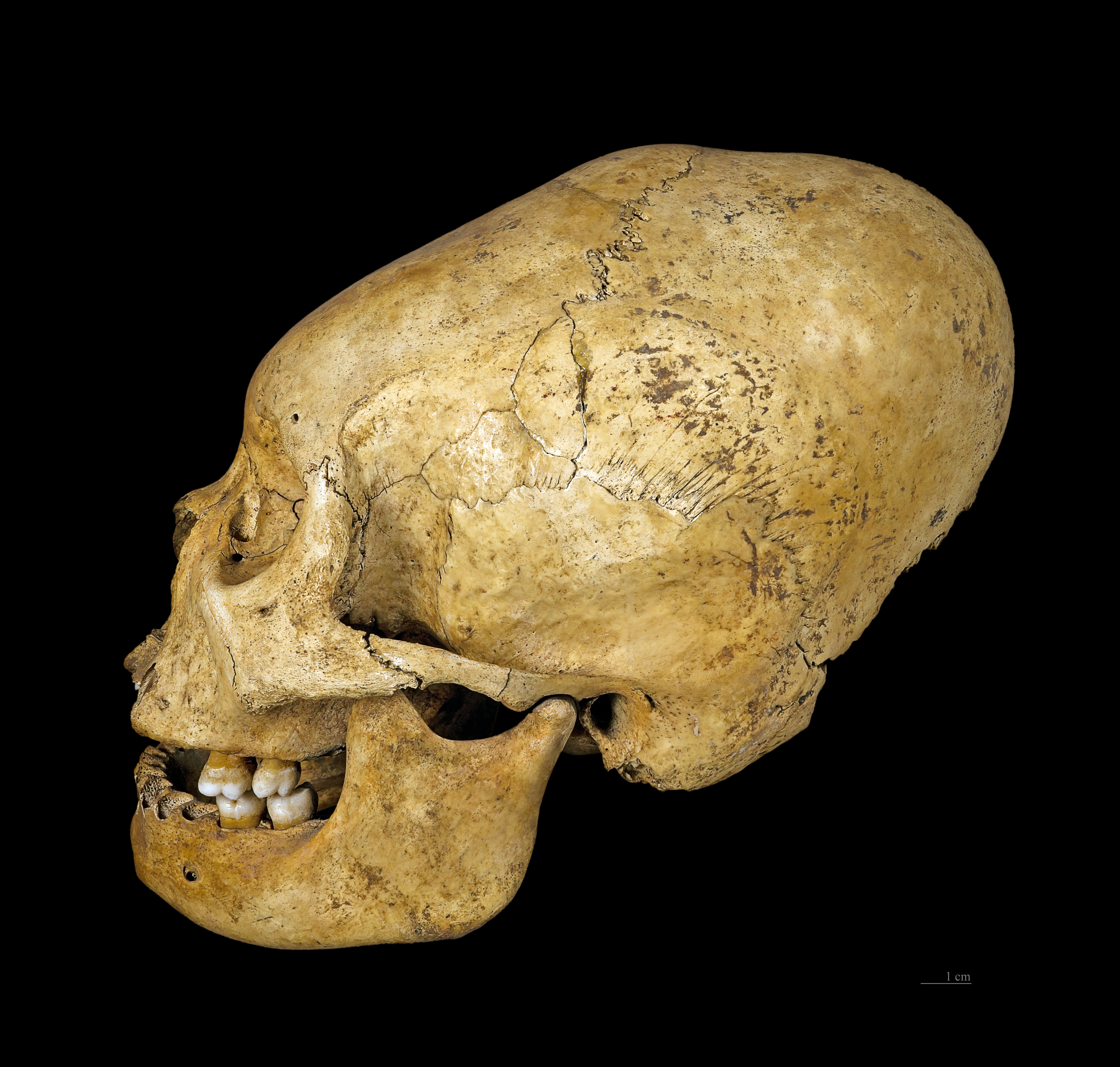
Proto Nazca modified skull, прибл. 200–100 BC
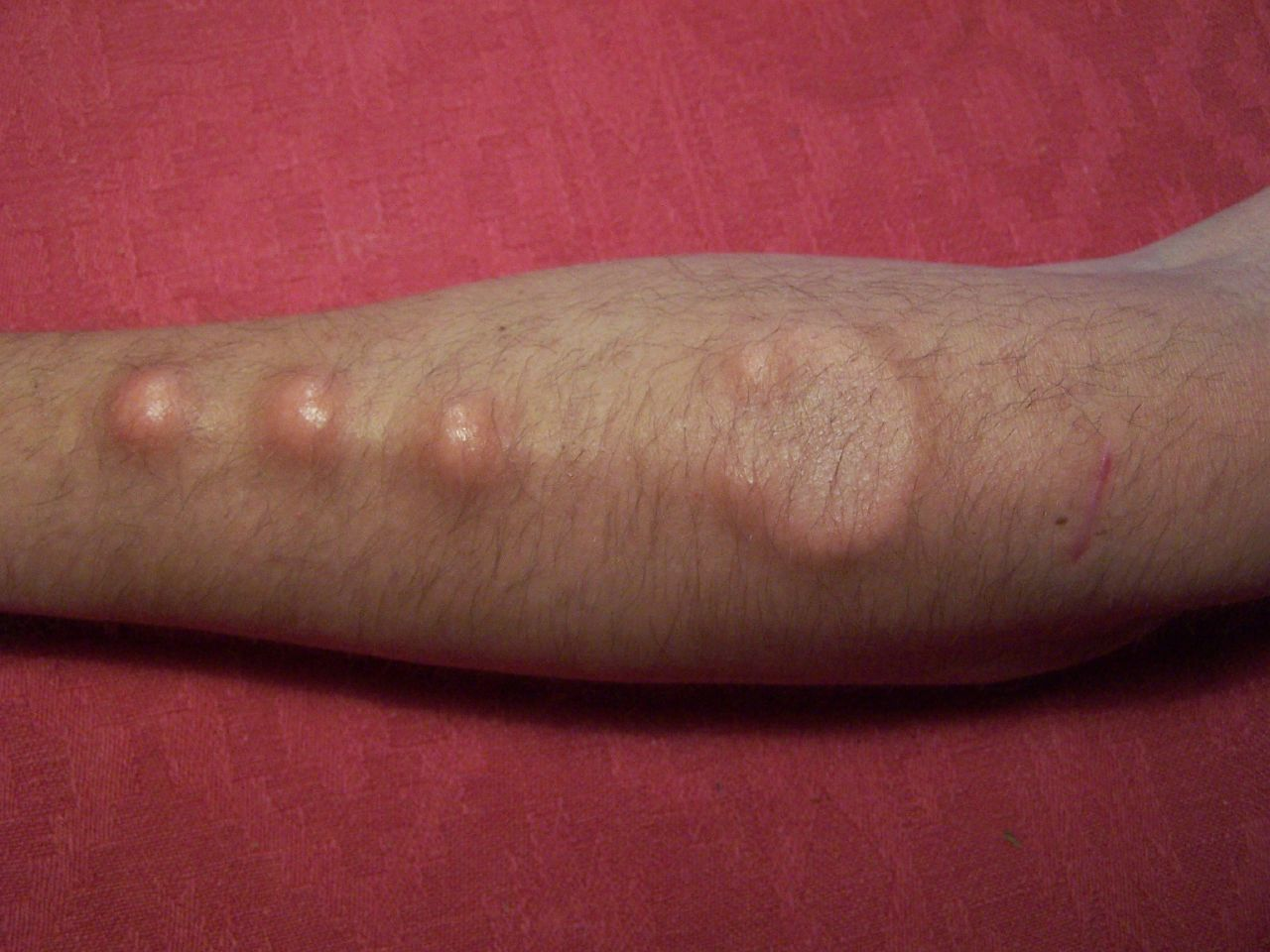
Subdermal implant
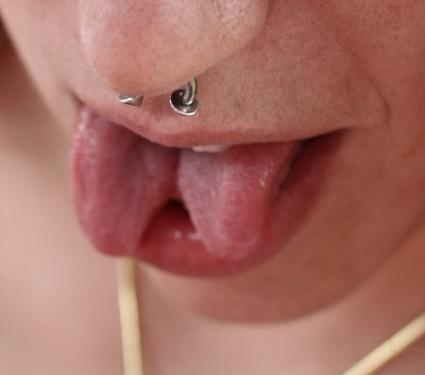
Tongue splitting
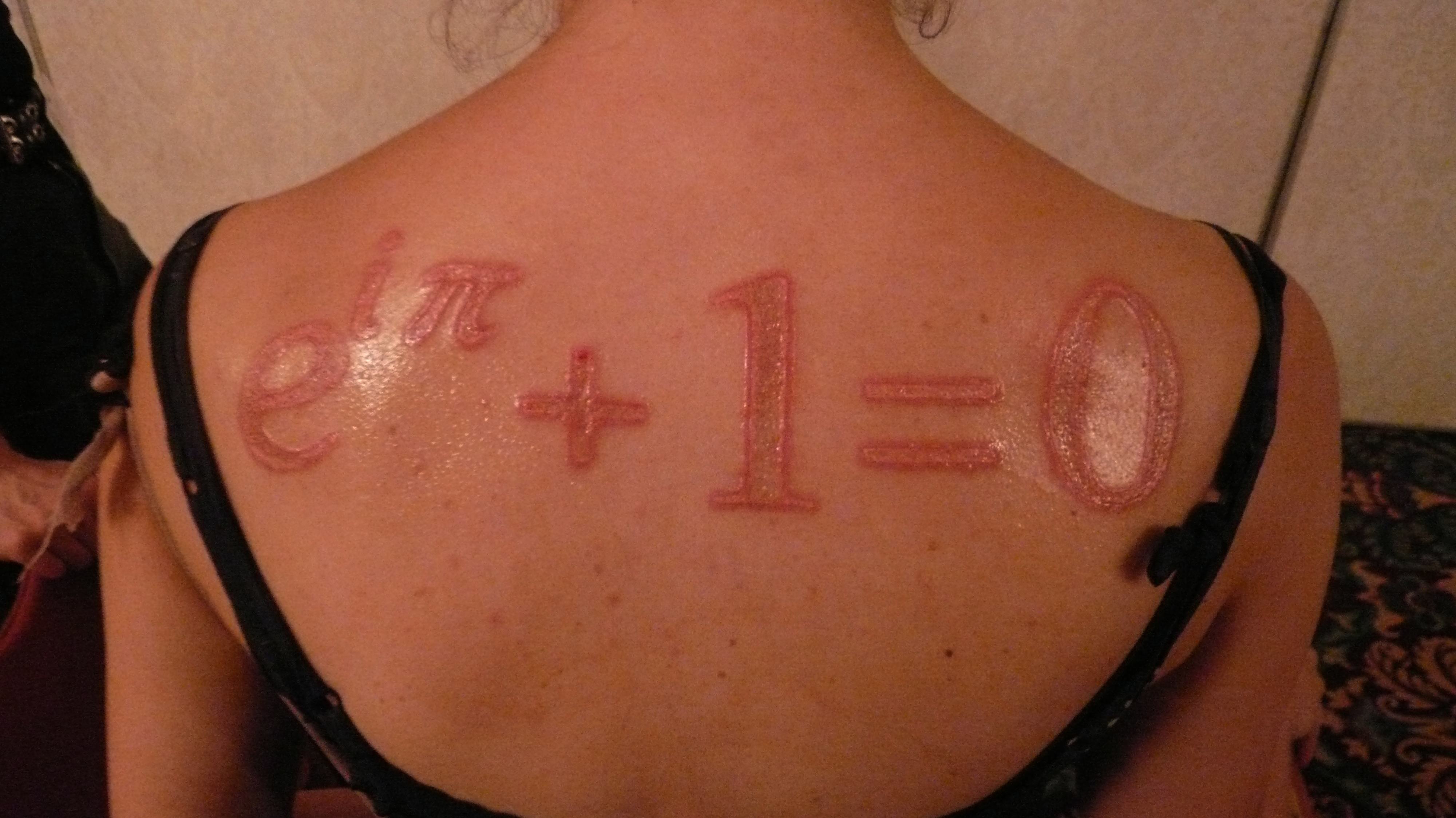
Scarification
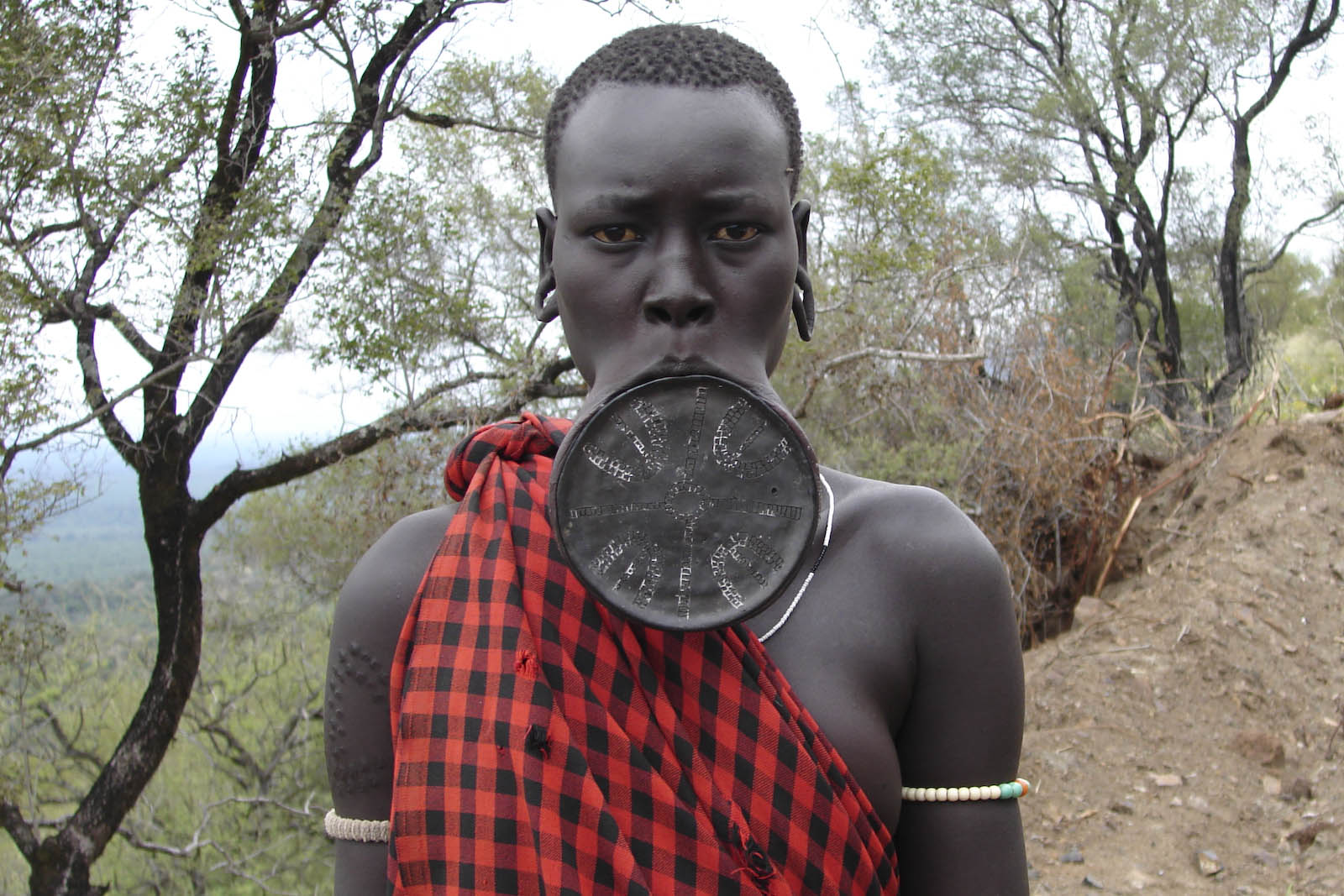
Mursi woman wearing a lip plate in Ethiopia
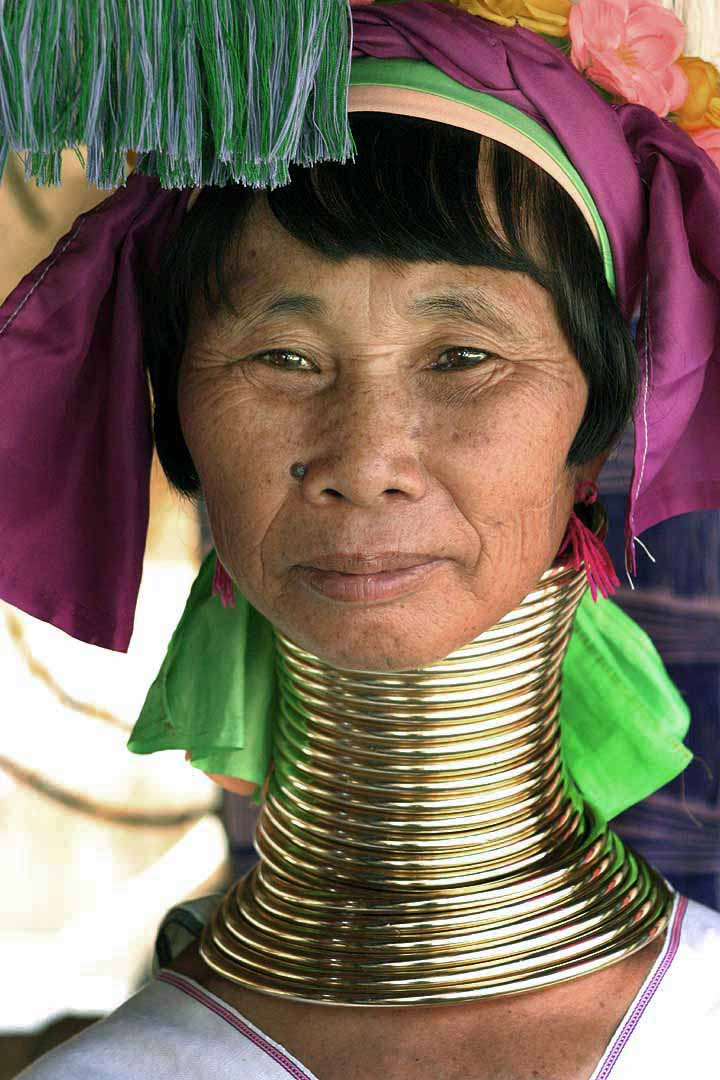
Kayan woman with neck rings